# أك بولون
أك بولون هي قرية في تتبع لمنطقة أك-سو في إيسيك كول تتبع لدولة قيرغيزستان. بلغ عدد سكانها (1956) نسمة عام 2009.